# Mistrzostwa Ameryki Południowej w Zapasach 1983
1. Mistrzostwa Ameryki Południowej w zapasach rozegrano w dniu 15 grudnia 1983 w Limie. 

## Tabela medalowa
Gospodarz zawodów został zaznaczony kolorem.
| Poz.  | Państwo   |    |    |   | Łącznie |
| ----- | --------- | -- | -- | - | ------- |
| 1.    | Peru      | 10 | 5  | 2 | 17      |
| 2.    | Argentyna | 5  | 6  | 1 | 12      |
| 3.    | Chile     | 1  | 3  | 4 | 8       |
| 4.    | Brazylia  | 1  | 3  | 1 | 5       |
| Razem | Razem     | 17 | 17 | 8 | 42      |

## Wyniki

### W stylu klasycznym
| Waga    | złoty              | srebrny                 | brązowy           |
| ------- | ------------------ | ----------------------- | ----------------- |
| 52 kg   | Luis Guevara       | Fabian Marcelo Haar     | -----             |
| 57 kg   | Hugo Mora          | Jose Vicente da Silva   | Paulo Ibire       |
| 62 kg   | Daniel Navarrete   | José Inagaki            | Alejandro Guevara |
| 68 kg   | Edmundo Ichillumpa | Luis Domínguez          | Laerte dos Santos |
| 74 kg   | Emilio Purizaga    | Oscar Mondaca           | ----              |
| 82 kg   | Daniel Iglesias    | Roberto C. Leitao Filho | Pedro Murillo     |
| 90 kg   | Milko Linares      | Joaquin Marambio        | ----              |
| +100 kg | Miguel Zambrano    | Juan Blander            | ----              |

### W stylu wolnym
| Waga    | złoty                   | srebrny               | brązowy           |
| ------- | ----------------------- | --------------------- | ----------------- |
| 52 kg   | Luis Guevara            | Fabian Marcelo Haar   | ----              |
| 57 kg   | Paulo Ibire             | Jose Vicente da Silva | Hugo Mora         |
| 62 kg   | Daniel Navarrete        | José Inagaki          | Alejandro Guevara |
| 68 kg   | Iván Valladares         | Luis Domínguez        | Alen Navarrete    |
| 74 kg   | Sandro Grasso           | Laerte dos Santos     | Oscar Mondaca     |
| 82 kg   | Daniel Iglesias         | Pedro Murillo         | ----              |
| 90 kg   | Roberto C. Leitao Filho | Juan Alarcon          | ----              |
| 100 kg  | Joaquin Marambio        | Raúl Carranza         | ----              |
| +100 kg | Miguel Zambrano         | Juan Blander          | ----              |